# Martin Le Gall
Pour les articles homonymes, voir Le Gall.
Martin Le Gall, né le 1er juillet 1975 à Rouen est un réalisateur et scénariste français. Il vit et travaille à Toulouse.

## Biographie
Après une longue carrière d'assistant, puis de réalisateur de courts métrages ou de clips musicaux, Martin Le Gall écrit, puis réalise en 2012 son premier long métrage, Pop Redemption, produit par Les Films d'Avalon et 22H22, et distribué par Gaumont.
Le film, tourné en Lot-et-Garonne ainsi que sur le site du festival Hellfest, est une comédie mettant en scène les déboires de quatre copains musiciens dans un groupe de black metal. Le film sort le 5 juin 2013 et est rapidement considéré comme réalisant une contre-performance, ne réunissant que 56 964 spectateurs la première semaine, puis 25 652 lors de la seconde semaine. Sur les 219 salles projetant le film, moins d'une vingtaine le garde pour une troisième semaine de projection. Au total, le film aura réuni 84 215 entrées lors des deux premières semaines d'exploitation,.

## Filmographie

### Réalisateur

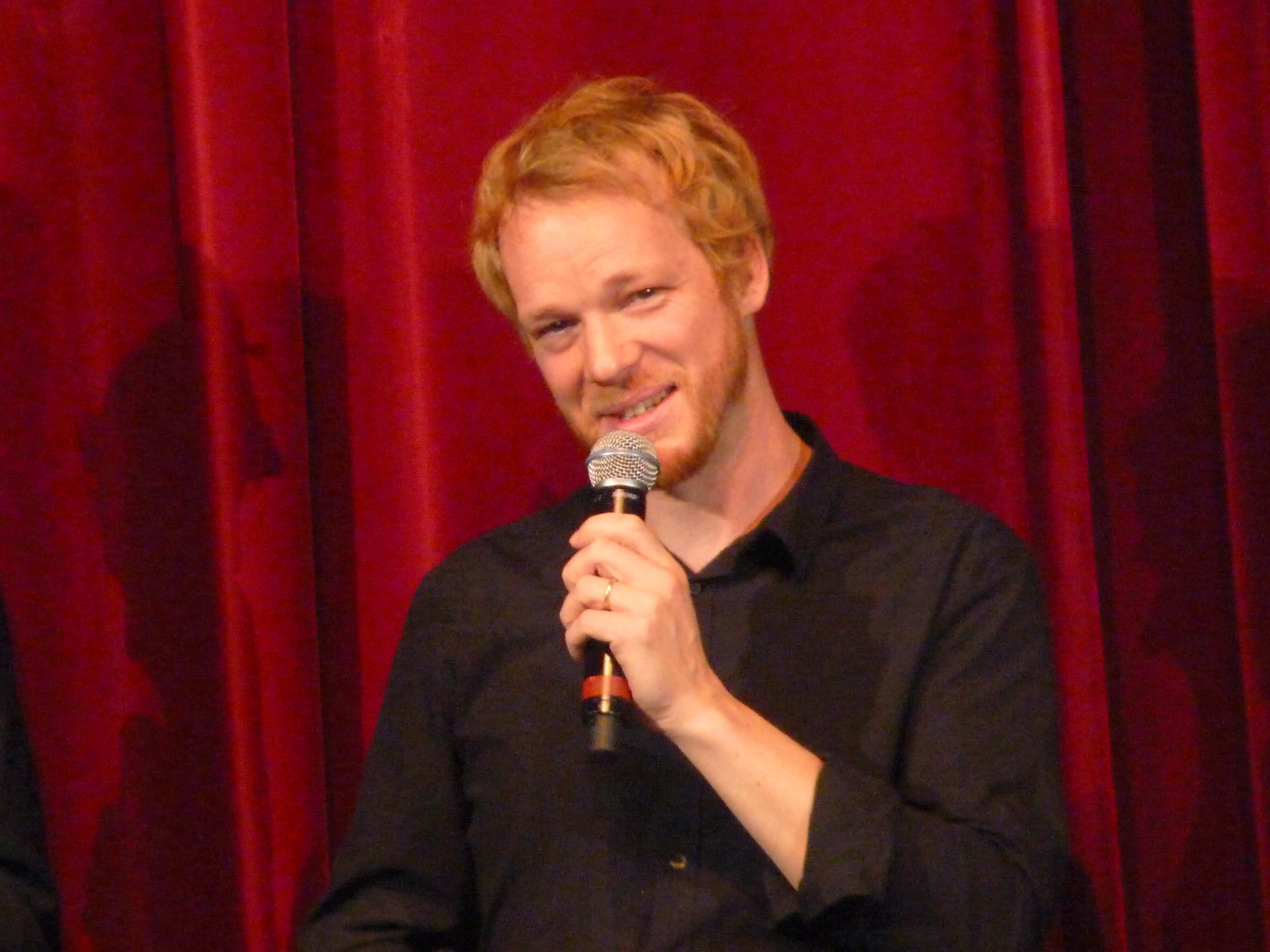
Martin Le Gall à Cannes, en 2014.

#### Long métrage
- 2013 : Pop Redemption[4]

#### Courts métrages
- 2009 : Jogging Category
- 2003 : Pompier !
- 2002 : Diva et Pianiste

#### Clips musicaux
- Recife - Paper Man (2011)[5]
- Sébastien Duclos - Oh Paul (2011)
- Dan Alfresco - Dead Bees records (en) sing Xmas, Try People Try (2010)[6]
- Savage - Racer (2010)[7]
- Dan Alfresco - Frustration (2008)
- Fuck Buddies - I Wanna Be A Whale (2006)
- Fuck Buddies - Bianca (2006)
- Fuck Buddies - A Weak Heart (2006)

#### Documentaires
- 2007 : Play With Me[8]

#### Web série
- 2007 : Les Métiers en Danger, sur Dailymotion et Soit dit en Passant[9]

### Scénariste

#### Long métrage
- 2013 : Pop Redemption[10]

#### Courts métrages
- 2009 : Jogging Category
- 2003 : Pompier !
- 2002 : Diva et Pianiste

#### Série télévisée
- 2004 : Samantha, oups ![11]